# Mario vs. Donkey Kong: Parapiglia a Minilandia
Mario vs. Donkey Kong: Parapiglia a Minilandia è un videogioco pubblicato per Nintendo DS e anche per Nintendo DSi il 14 novembre 2010 in Nord America ed il 4 febbraio 2011 in Europa.
Si tratta del seguito di Mario vs. Donkey Kong: Minimario alla riscossa; inoltre esso è il quarto videogioco della serie.

## Trama
Mario sta sponsorizzando, con la sua ospite d'onore Pauline, la grande apertura del parco divertimenti Minilandia con l'annuncio che i primi cento clienti avrebbero ricevuto un giocattolo, la Mini-Pauline. Purtroppo, essendo la centounesima persona ad entrare nel parco, Donkey Kong non potrà ricevere la Mini-Pauline. Infuriato, Donkey Kong si prende la vera Pauline.
E Mario, con i suoi Mini-Mario, prende un treno per salvarla.
Mario e i giocattoli dovranno battere Donkey Kong affinché Mario possa salvare Pauline. Donkey Kong è "sconfitto" alla fine, dove Mario gli dà una Mini-Pauline e Donkey Kong è felice di riceverla. Alla fine ognuno dei personaggi del gioco sale sulla ruota panoramica ed escono i titoli di coda.

## Modalità di gioco
Nel gioco il giocatore deve abilmente manipolare ogni oggetto per far arrivare i Mini-Mario all'uscita. Il gioco, di genere rompicapo, presenta dei livelli dove il giocatore deve anche tener presente di trappole, nemici, interruttori e varie.
Nel gioco è presente anche una particolare modalità, il cantiere, grazie al quale si avrà la possibilità di creare i livelli; il cantiere sembra abbastanza simile a quella di Mario vs. Donkey Kong: Minimario alla riscossa.
Nel cantiere, comunque, è possibile usare ogni oggetto presente nel gioco.
Esistono anche i minigiochi che si sbloccano se raccolte tutte le carte nei 8 livelli e nel boss il cui il premio (se fatto bene) è di 3 monete M. Fatto così così viene dato come premio 2 monete e se fatto abbastanza male 1 moneta e si può anche non vincerle le monete se fatto male il minigioco. Nel boss finale e nei livelli speciali e avanzati non ci sono minigiochi e le carte minimario ma le carte corona. I minigiochi sono suddivisi in 2 parti, i mondi dispari (1,3,5,7) consistono nel mettere i personaggi (che hanno un valore) nelle scatole ×1, ×2, ×4 ma non mettere nelle scatole − ×1 o − ×2 i personaggi se no si perdono punti. Alla fine si contano i punti e a seconda di essi si ricevono monete M. Nei mondi pari (2,4,6,8) si devono mettere i personaggi nella loro scatola, non si devono mettere i personaggi nelle scatole degli altri se no non si ricevono punti. A seconda dei punti si ricevono monete M.

## Accoglienza
| Testata                          | Giudizio |
| -------------------------------- | -------- |
| Metacritic (media al 20-12-2011) | 79/100   |
| Destructoid                      | 7,5/10   |
| Edge                             | 7/10     |
| Eurogamer                        | 8/10     |
| Famitsū                          | 32/40    |
| Game Informer                    | 8,25/10  |
| Game Revolution                  | B+       |
| GamePro                          | 3/5      |
| GameSpot                         | 8/10     |
| GameTrailers                     | 7,9/10   |
| GameZone                         | 7.5/10   |
| IGN                              | 9/10     |
| Joystiq                          | 4/5      |
| Metro                            | 8/10     |
| Nintendo Power                   | 7,5/10   |
| The Daily Telegraph              | 8/10     |

Parapiglia a Minilandia ha ricevuto recensioni "favorevoli" secondo l'aggregatore di recensioni di videogiochi Metacritic. Il New York Post gli ha dato una A, affermando: "Questo è il gioco più fantastico, stimolante e avvincente che abbia mai abbellito lo schermo del mio DSiXL". The Guardian gli ha assegnato quattro stelle su cinque, affermando che il gioco è una "fetta cremosa e confortante di beatitudine platform-puzzle" e ha elogiato il design dei livelli. Metro ha sentenziato che il gioco "potrebbe essere un miglioramento relativamente piccolo, ma questo è sicuramente il migliore della serie e, di conseguenza, uno dei migliori puzzle game per DS".
Il Daily Telegraph ha affermato che, sebbene fosse simile a Lemmings, il gioco in generale vantava "una profondità sorprendente e grazie a un design dei livelli sempre intelligente e controlli facili e intuitivi, è un'assoluta gioia da giocare". IGN ha ritenuto che il gioco, pur non risultando molto difficile, era "pura gioia" da giocare e anche adorabile. Engadget ha apprezzato il fatto che l'interfaccia fosse "semplice e intuitiva", con il gioco che si comportava bene nell'interpretare i movimenti dello stilo. Tuttavia, la recensione diceva anche che i Mini Mario non gestivano bene le superfici cilindriche, il che era "l'unico difetto" del gioco. Inoltre, Eurogamer ha affermato che "armeggiare con la geometria di ogni livello è sia mentalmente faticoso che genuinamente elettrizzante".